# Ayla Dikmen
 (août 2023).
Ayla Dikmen, née le 25 mars 1944 à Kütahya et morte le 20 août 1990 à Smyrne, est une chanteuse turque.
Après des études commerciales puis en politiques, Dikmen commence sa carrière musicale dans l'orchestre de Şerif Yüzbaşıoğlu en 1964 et remporte de nombreux prix. Très populaire, elle met cependant fin à sa carrière après le coup d'État de 1980 en Turquie et meurt en 1990 d'un cancer de l'utérus. Sa chanson Anlamazdın retrouve un succès posthume en 2008, à la sortie du film Issız Adam de Çağan Irmak.

## Biographie

### Jeunesse
Ayla Dikmen naît le 25 mars 1944 à Kütahya, seconde fille d'Ali Riza et de Bedriye Dikmen. Elle a une sœur et un frère aîné, Meral et Oktay. 
Dikmen fait ses études primaires et secondaires à Aydın. Dikmen rejoint la chorale de l'école au lycée et prend des cours de chant en parallèle. Elle fait ses études primaires et secondaires à Aydın. Dikmen rejoint la chorale de l'école au lycée et prend des cours de chant en parallèle.
Dikmen poursuit de hautes études commerciales à l'université d'Ankara, travaillant comme sténographe à la Grande Assemblée nationale de Turquie.

### Carrière musicale
C'est par l'intermédiaire de la chanteuse de jazz Ayten Alpman, épouse du pianiste et compositeur İlham Gencer, qu'elle se décide de percer dans la musique. Devenue élève de Gencer, elle n'en parle pas à sa famille et s'inscrit en science politique à Istanbul. Dikmen y rencontre le pianiste Yavuz Özışık et Şerif Yüzbaşıoğlu, un des principaux noms de la musique pop turque dans les années 1960 et 1970.
Elle est soliste dans son orchestre sous le nom de scène Parla Nur. En 1964, pour la deuxième édition du festival de musique du Bosphore (en turc : 2. Boğaziçi Müzik Festivali), Dikmen est la chanteuse la plus récompensée. L'année, suivante, elle remporte la première place au festival de musique des Balkans (Balkan Melodileri Müzik Festivali) avec la chanson Niksarın Saplings.
Dikmen participe à plusieurs émissions de la RTT durant sa carrière. Après le coup d'État de 1980, elle se retire de la musique.

### Décès

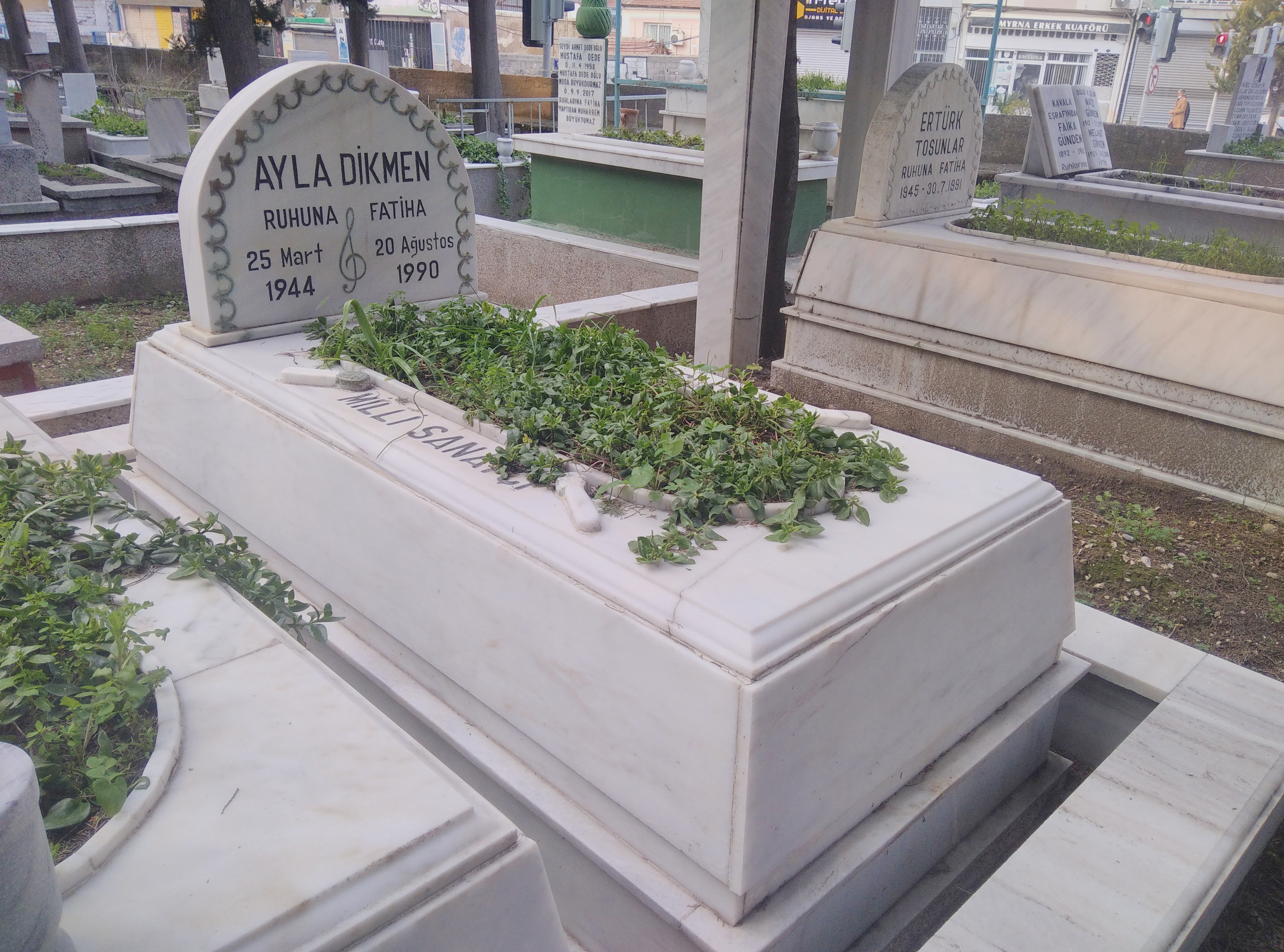
Tombe d'Ayla Dikmen à Smyrne.

Ayla Dikmen meurt le 20 août 1990 à Smyrne des suites d'un cancer de l'utérus. Dikmen a partagé sa vie avec Enis Berki, homme d'affaires smyrniote, de 1968 jusqu'à sa propre mort.

## Redécouverte
Oubliée après sa mort, Ayla Dikmen est redevenue l'une des chanteuses les plus écoutées en Turquie avec sa chanson à succès Anlamazdın, jouée à la fin du film Issız Adam de Çağan Irmak, sorti en 2008.